# Der Querkopf
Der Querkopf ist eine französische Filmkomödie aus dem Jahr 1978 mit Louis de Funès. In diesem Film kam erstmals Peter Schiff als dessen Synchronsprecher zum Einsatz, als Nachfolger von Gerd Martienzen.

## Handlung
Guillaume Daubray-Lacaze, Unternehmer, Erfinder und Bürgermeister, ist erfreut, gleich 3.000 Exemplare seiner „Rauchvernichtungsmaschine“ an Japaner verkauft zu haben, bis ihm bewusst wird, dass seine Produktionskapazität einen solchen Auftrag gar nicht zulässt. Also muss er seine Produktionsstätte erweitern, was sich schwieriger gestaltet als erwartet. Tatsächlich ist er gezwungen, die vorhandenen Kapazitäten bis zur Schmerzgrenze und darüber hinaus auszureizen. Er verlagert die Produktion in sein eigenes Heim. Die einst so vornehme Villa versinkt schnell im Chaos, zum Ärger seiner Frau Bernadette. Als ihr Wintergarten dem Treiben ihres Mannes zum Opfer fällt, platzt ihr der Kragen: Aus Protest tritt sie bei der Bürgermeisterwahl als Kandidatin der Umweltschutzpartei gegen ihren Mann an – und gewinnt mit einer Stimme Vorsprung. Die Wahl nimmt sie aber nicht an; so wird an ihrer Stelle ihr Wahlkampfhelfer, der Arzt, Bürgermeister. Schließlich entdeckt Guillaumes Bankier, dass der Scheck der Japaner ungedeckt war. Damit steht ihr Mann vor dem Ruin. Und so ziehen sie am Ende auf Drängen Bernadettes aufs Land, wo der ehemalige Bürgermeister allerdings an einer „Schafschermaschine“ tüftelt und eine Bekleidungsfabrik auf einem Berg errichten will, was natürlich erneut zu Streitigkeiten zwischen den beiden führt.

## Rezeption
„Louis-de-Funes-Komödie mit einer Mischung aus satirischen Absichten und Klamauk; nur streckenweise wirklich witzig.“

„Hier fehlt das Wesentliche. Schwung, Witz und Tempo, ohne die es keinen echten Komödienerfolg gibt.“

„In einem seiner letzten Filme zeigt Louis de Funes sich noch einmal ganz als quirliger Hektiker – der Filmtitel ist in allen Belangen treffend. Allerdings ist es auch de Funès allein, der den Film trägt, die Handlung ist doch etwas dünn und überzogen ausgefallen – für den Franzosen jedoch die ideale Spielwiese.“

Claude Zidis Komödie Der Querkopf wurde 1978 mit der Goldenen Leinwand ausgezeichnet.